# Robin Hood (película de 2018)
Robin Hood es una película estadounidense de acción y aventura de 2018 dirigida por Otto Bathurst y escrita por Joby Harold, Peter Craig y David James Kelly, basada en la leyenda de Robin Hood. Está protagonizada por Taron Egerton, Jamie Foxx, Eve Hewson, Ben Mendelsohn, Jamie Dornan, Tim Minchin, Björn Bengtsson y Paul Anderson. Fue estrenada el 21 de noviembre de 2018 a través de Summit Entertainment, propiedad de Lionsgate, en todos los cines en IMAX.

## Personajes
- Taron Egerton como Robin of Loxley / Robin Hood.[4]
- Jamie Foxx como Little John,[5] líder del grupo de proscritos Merry Men.
- Eve Hewson como Lady Marian.[6]
- Ben Mendelsohn como el Sheriff de Nottingham.[7]
- Jamie Dornan como Will Scarlet,[8] líder popular y pareja sentimental de Marian.
- Tim Minchin como el Fraile Tuck.[9]
- Björn Bengtsson[10] como Tydon.
- Paul Anderson[11] como Guy de Gisbourne.

## Producción
El proyecto fue anunciado por primera vez el 26 de febrero de 2015, cuando un tercer guion de Robin Hood se anunció que había sido finalizado por Joby Harold, siendo producido por Leonardo DiCaprio junto a la compañía Appian Way. Había dos guiones sobre Robin Hood ya en proceso, uno de Disney titulado Nottingham & Hood y otro de Sony titulado Hood. Se esperaba que el guion de Harold fuera tomado por Sony para fusionarlo con su otro proyecto. Lionsgate adquirió los derechos de distribución de la película el 19 de marzo de 2015. El 4 de junio de 2015, Lionsgate estableció que Otto Bathurst dirigiría la película, y que DiCaprio y Jennifer Davisson Killoran, de Appian Way, producirían la cinta junto con Harold y Tory Tunnell, de Safehouse Pictures. El 31 de julio de 2015, se reveló que varios actores estaban siendo considerados para el papel principal, incluyendo a Taron Egerton, Jack Huston, Jack Reynor y Dylan O'Brien. Basil Iwanyk también produjo la película a través de la compañía Thunder Road Pictures. Más tarde, el 6 de agosto de 2015, se informó que Egerton estaba en la parte superior de la lista para el papel principal y que estaba en conversaciones con el estudio, sin embargo, se predijo que podría no firmar para protagonizar la película debido a los problemas de programación con la secuela de Kingsman: The Secret Service. El 30 de septiembre de 2015, se confirmó que Egerton había firmado para la franquicia cinematográfica con el rodaje previsto para comenzar en febrero de 2016, pero luego surgió un conflicto con la secuela de Kingsman, que estaba programada para comenzar su producción en abril del mismo año. Más tarde, a mediados de octubre, se confirmó que los problemas de programación se habían resuelto entre los dos estudios, por lo que Liongate comenzaría con la producción de Robin Hood justo después de que Egerton acabara de filmar la secuela de Kingsman. El 15 de octubre de 2015, Eve Hewson fue elegida para el papel de Lady Marian, de entre una lista de más de cien actrices.
El 11 de enero de 2016, se anunció que Jamie Foxx había sido elegido para desempeñar el papel de Little John, el líder del grupo de proscritos Merry Men. El 19 de septiembre de 2016, se informó que Jamie Dornan se había unido al elenco de la película para interpretar a Will Scarlet, medio hermano de Hood, miembro de los Merry Men, y marido de Marian. En noviembre de 2016, el título de la película se anunció como Robin Hood, con Paul Anderson siendo elegido para un papel no especificado, donde podría ser un personaje de tonos oscuros. El 13 de diciembre de ese año, se informó que Ben Mendelsohn había sido elegido para interpretar el rol del Sheriff de Nottingham. El 14 de febrero de 2017, se anunció que Tim Minchin había sido elegido para el papel del Fraile Tuck.

### Filmación
La filmación comenzó el 20 de febrero de 2017 en Dubrovnik, Croacia, y concluyó el 19 de mayo.

## Lanzamiento
Robin Hood fue estrenada el 21 de noviembre de 2018 en todos los cines IMAX a través de Summit Entertainment, propiedad de Lionsgate.

## Recepción
Robin Hood Orígenes ha recibido reseñas negativas de parte de la crítica y de la audiencia. En el sitio web especializado Rotten Tomatoes, la película posee una aprobación de 15%, basada en 138 reseñas, con una calificación de 3.9/10 y con un consenso crítico que dice: "Robin Hood roba material rico, pero en última instancia es solo otro pobre intento de arruinar innecesariamente un cuento clásico con acción amplificada y efectos especiales modernos". De parte de la audiencia tiene una aprobación de 40%, basada en más de 2500 votos, con una calificación de 2.7/5.
El sitio web Metacritic le ha dado a la película una puntuación de 32 de 100, basada en 28 reseñas, indicando "reseñas generalmente desfavorables". Las audiencias encuestadas por CinemaScore le han dado a la película una "B" en una escala de A+ a F, mientras que en el sitio IMDb los usuarios le han dado una calificación de 5.3/10, sobre la base de 74 545 votos. En la página web FilmAffinity la cinta tiene una calificación de 4.1/10, basada en 3972 votos.